# Microcharon orphei
Microcharon orphei är en kräftdjursart som beskrevs av Cvetkov 1977. Microcharon orphei ingår i släktet Microcharon och familjen Microparasellidae. Inga underarter finns listade i Catalogue of Life.